# 술탄 아즐란 샤흐 컵
술탄 아즐란 샤흐 컵(말레이어: Piala Sultan Azlan Shah, 영어: Sultan Azlan Shah Cup)은 말레이시아에서 정기적으로 열리는 국제 남자 필드하키 대회이다. 1983년에 처음으로 개최되었으며, 1998년부터 정기적으로 1년에 한 번씩 열리고 있다. 대회 이름은 필드하키 애호가였던 말레이시아의 제9대, 아공인 아즐란 무히부딘 샤흐의 이름을 따서 명명되었다.